# Sollières-Sardières
Sollières-Sardières foi uma comuna francesa na região administrativa de Auvérnia-Ródano-Alpes, no departamento de Saboia. Estendia-se por uma área de 33,31 km². Em 2010 a comuna tinha 190 habitantes (densidade: 5,7 hab./km²).
Em 1 de janeiro de 2017, foi incorporada à nova comuna de Val-Cenis.